# Skorpionen (stjärntecken)
Skorpionen (latin: Scorpio; grekiska: Σκoρπίος, Skorpios; symbol: ♏) är ett astrologiskt stjärntecken i zodiaken.